# ステフン・ホイヤー
ステフン・ホイヤー（デンマーク語: Steffen Højer, 1973年5月22日 - ）は、デンマークの元プロサッカー選手、サッカー指導者。元デンマーク代表。ポジションはフォワード。
キャリアの大半をヴィボーで過ごしたが、他にもデンマークのいくつかのクラブでプレイし、オーデンセでは2003-04シーズンから3シーズン連続で得点王のタイトルを獲得した。
2023年よりU-21デンマーク代表の監督を務める。

## 経歴

### クラブ
1992年、地元のクラブヴィボーでプロデビューし、デンマーク・ファーストディビジョンに臨んだ。在籍した4シーズン、ヴィボーはデンマーク・スーペルリーガへの昇格に苦しんだ。1995-96シーズンに昇格を果たすと、32試合で16ゴールを挙げ、ライヴァルでもあるAabに移籍。ヴィボーで記録した数字には届かなかったが、AbBでも得点を挙げ、1998-99シーズンのスーペルリーガ優勝に貢献した。しかしフランク・ストランリやセラン・フレデリクセンとのポジション争いが激しく、ホイヤーは新天地を求めた。
イタリアのブレシアと契約し、AaBとの契約が満了となる1999年夏までヴィボーに期限つき移籍していたが、膝を負傷していしまい、ブレシアに移籍してからも試合に出場することはできなかった。
2000年にデンマークに戻り、ファーストディビジョンのミッティランに加入し、スーペルリーガ昇格に貢献した。その後、古巣のヴィボーに復帰。2002-03シーズン前半は精彩を欠き、かつてのように得点を挙げることはできず、2003年1月、前シーズンのリーグ得点王でブレンビーに移籍したカスパー・ダルガスの後釜となるストライカーを探していたオーデンセに移籍。
2003-04シーズン、新天地で復調するとゴールを量産し、モハメド・ジダン、ムワペ・ミティ、トミー・ベッヒマンと並んで得点王のタイトルを獲得。2004-05シーズンは単独で、再び得点王となった。オーデンセでの2シーズンもヴィボーで暮らしながらのプレイであったため、契約満了に伴いヴィボーへの復帰を決断。ヴィボーに戻った2005-06シーズンも得点王となり、ピーター・メラーの2シーズン連続（1991-92、1992-93）を更新する、3シーズン連続のスーペルリーガ得点王に輝いた。
2006-07シーズン終了後、35歳で現役を引退した。

### 代表
1996年2月11日、フィンランドとの親善試合でデンマーク代表デビュー。

## 指導歴
- 2008年 - 2011年  ヴィボー（スポーツ・ダイレクター）[3]
- 2010年 - 2011年  ヴィボー（暫定監督）[4]
- 2012年  ヴィボー（育成チーム監督）[5]
- 2013年 - 2016年  ヴィボー（U-19チーム監督）[6]
- 2015年 - 2017年  ヴィボー（コーチ）[7][8]
- 2017年 - 2019年  ヴィボー（監督）
- 2019年 - 2023年  U-21デンマーク代表（コーチ）
- 2023年 -   U-21デンマーク代表（監督）

2023年1月9日、イェスパー・サアンスンの退任に伴い、2025年夏までの契約でそれまでコーチを務めていたU-21デンマーク代表の監督に就任した
。

## タイトル

### クラブ
AaB
- デンマーク・スーペルリーガ（1998-99）

### 個人
- デンマーク・スーペルリーガ得点王（2003-04、2004-05、2005-06）